# Planismo
(Henri De Man, L'idea socialista, Bernard Grasset, Parigi 1935)
Il planismo (in francese: planisme) è una teoria economica sviluppata durante gli anni '30. Essa, rifiutando sia la rivoluzione marxista sia il riformismo, si basa sul fatto che una pianificazione (piano) possa modificare profondamente la società, o per lo meno contrastare gli effetti perversi e la miopia del mercato.
Tale corrente influenzò gli ambienti socialisti e sindacalisti. Uno dei suoi teorici principali fu il belga Henri de Man, dirigente del Partito Operaio Belga e dopo il 1940 passato al collaborazionismo con i tedeschi.
La teoria fu portata in Francia dal gruppo X-Crise, ispirando sia la SFIO che i pétainisti del Governo di Vichy.
(da Henri De Man, Il socialismo davanti alla crisi, «Vie socialiste», 22 dicembre 1934)
Per Karl Polanyi, esso rappresenta una rivolta della società contro il mercato, conseguenza della Grande depressione degli anni '30. Ha ispirato comunisti, socialdemocratici, fascisti (come Stanis Ruinas, Pino Rauti e Giano Accame) e anche democristiani.
Molte di queste idee si ritrovano nel Programma del Consiglio Nazionale della Resistenza: si può quindi dire che abbia intellettualmente guidato la Ricostruzione dopo il 1945 e il fordismo alla francese.